# Shōnen Maid Kuro-kun
Shōnen Maid Kuro-kun (少年メイドクーロ君 Shōnen Meido Kūro-kun?) es una serie de manga de género shotacon escrita e ilustrada por Masaki Hiiragi. Originalmente una antología, fue publicada por primera vez en la revista Shōta Mimi Love de la editorial Shobunkan el 5 de diciembre de 2005. En 2010, la serie fue adaptada a un OVA dirigido por Katsuyoshi Yatabe y titulado Shōnen Maid Kuro-kun: Tenshi no Uta.

## Argumento
Kuro Kazamiya es un estudiante de quinto grado de primaria que no tiene a nadie ni nada; su madre murió años atrás y su padre le abandonó dejándole con numerosas deudas. Un día, Kuro es llamado por Mies Hakuryūin, quien es el amo de una mansión en donde trabajaba antiguamente el padre de Kuro. Al llegar, Mies le dice que debe saldar las deudas de su padre sirviéndolo como mayordomo, a lo que Kuro acepta pero no de muy buena gana. Sin embargo, lo que Kuro no sabe es que el contrato no estipulaba que tipo de ropas llevaría ni que tipo de servicio daría a su nuevo amo.

## Personajes
Kuro Kazamiya (風宮 クーロ Kazamiya Kūro?)
Kuro es un muchacho entusiasta y alegre, pero la soledad lo domina; su madre murió varios años atrás y su padre le abandonó con una deuda de 100.000.000 yenes. Conoció a Mies cuando era niño y su madre acababa de morir, aunque solo posee recuerdos vagos sobre dicho encuentro. Lo único que desea es que alguien le quiera.
Mies Hakuryūin (白龍院 ミース Hakuryūin Mīsu?)
Voz por: Atsushi Kisaichi
Mies es el amo de Kuro. Heredero de dos grandes corporaciones, fue quien tomó a Kuro bajo su servicio. Sádico y de personalidad  despiadada, siempre muestra amor por Kuro detrás de su comportamiento violento. También, a veces puede actuar de manera suave y gentil, pero siempre termina engañando a Kuro.
Frien Hakuryūin (白龍院 フレン Hakuryūin Furen?)
Es el hermano menor de Mies, quien asiste a la misma escuela primaria que Kuro. Igual de sádico que su hermano, desea apoderarse de Kuro y convertirse en el próximo propietario de las corporaciones de su familia.
Kaiser Hakuryūin (白龍院 カイザ Hakuryūin Kaiza?)
Es el padre de Mies y Frien, y jefe de la familia Hakuryūin.
Havisham Ueda (ハビシャム・上田 Habishamu Ueda?)
Es el mayordomo de Mies, un hombre misterioso que solía pertenecer a una unidad de guardabosques antes de convertirse en mayordomo.
Tarisa Shitanama (真丹生 タリサ Shitanama Tarisa?)
Una sirvienta en la mansión de Mies.

## Media

### OVA
La serie fue adaptada a un OVA que fue estrenado el 23 de septiembre de 2010. Dicho OVA fue producido por el estudio Natural High, dirigido por Katsuyoshi Yatabe y escrito por Katsuhiko Takayama, mientras que el diseño de los personajes estuvo a cargo de Yoshiten. El tema de apertura utilizado es Tenshi no Uta (天使の歌) interpretado por la actriz de voz de Kuro.